# Tampa Bay Rowdies (2008)
Tampa Bay Rowdies is een professionele voetbalclub uit de Amerikaanse stad Tampa Bay, Florida. Het team komt vanaf het seizoen 2011 uit in de North American Soccer League. De clubkleuren zijn zwart-geel.

## Bekende (ex-)spelers
- Carl Cort